# Krijgsmacht van Georgië

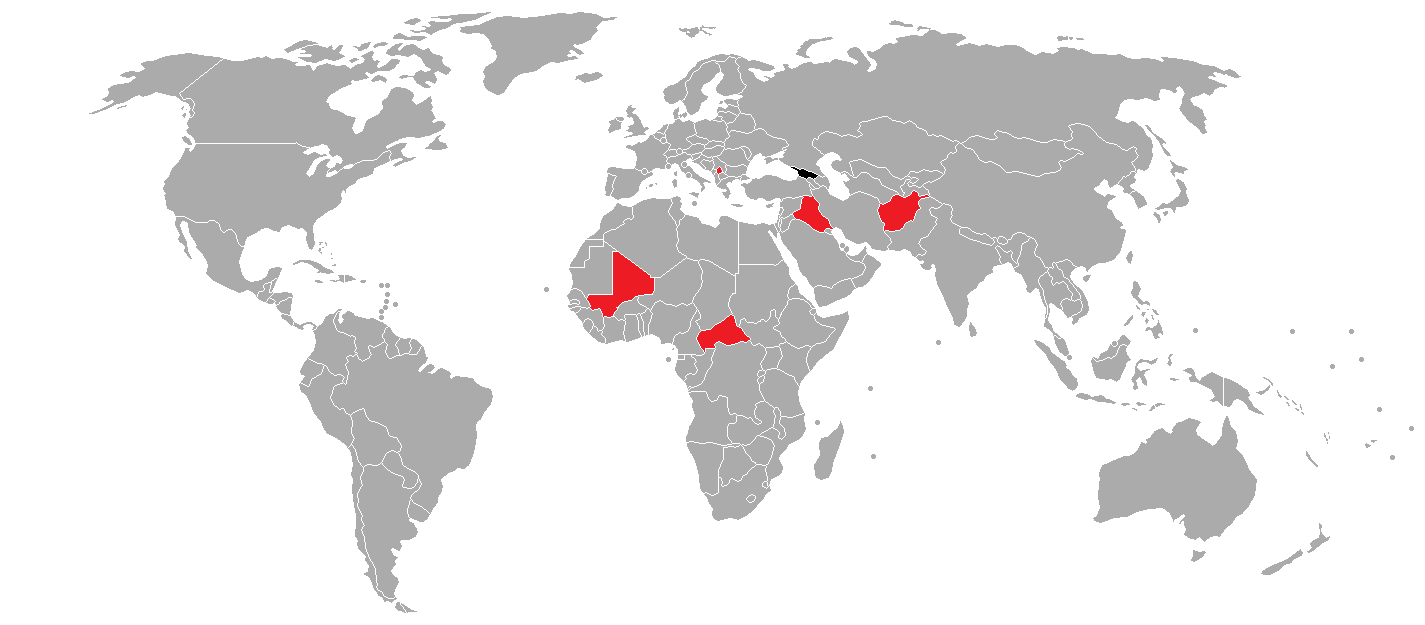
De Georgische krijgsmacht in het buitenland sinds 1991.

De Georgische krijgsmacht (Georgisch: საქართველოს შეიარაღებული ძალები, Sakartvelos Sheiarageboeli Dzalebi) zijn de strijdkrachten van Georgië, die bestaan uit de volgende onderdelen:
- Georgische landmacht
- Georgische luchtmacht
- Nationale Garde van Georgië (paramilitaire organisatie met een eigen departement)
- Georgische Zeemacht (maritieme tak van het Grenspolitie binnen het Ministerie van Binnenlandse Zaken)

## Geschiedenis
De krijgsmacht werd opgericht in de jaren 90 van de vorige eeuw. Ze heeft al aan vier oorlogen deelgenomen op eigen bodem.
Per augustus 2010 waren ongeveer 36.550 militairen in actieve dienst, en waren er een extra 100.000 reservisten. Er is dienstplicht vanaf 18 jaar.
Het budget is gelijk aan 4% van het bbp of 871.228.000 GEL. De strijdkrachten staan onder bestuur van het Georgische Ministerie van Defensie. Volgens de Georgische grondwet is de president van Georgië de opperbevelhebber.